# Combiné nordique aux Jeux olympiques de 1994
Pour des articles plus généraux, voir Combiné nordique aux Jeux olympiques et Jeux olympiques d'hiver de 1994.
Navigation
Albertville 1992 Nagano 1998
Les épreuves de combiné nordique aux Jeux olympiques de 1994 se sont déroulées du 18 au 24 février 1994 à Lillehammer.

## Format des épreuves
Deux courses sont au programme : une épreuve individuelle et une course par équipes. La course individuelle est disputée sur deux jours avec un concours de saut (tremplin de 90 m) et une course de ski de fond de 15 km. Les points du concours de saut sont converties en secondes afin de fixer l'ordre de départ de la course de ski de fond. Le premier athlète qui franchit la ligne d'arrivée est déclaré vainqueur.
La course par équipes est également disputé sur deux jours avec des équipes de trois athlètes par pays. Les points obtenus par chaque athlète lors du concours de saut sont converties en secondes sur le même principe que pour la course individuelle. Les athlètes effectuent chacun 5 km de ski de fond et le premier pays franchissant la ligne d'arrivée remporte la course.

## Récit des courses
Lors de l'épreuve individuelle, Fred Børre Lundberg l'emporte avec près d'une minute et 30 secondes d'avance sur son dauphin, le Japonais Takanori Kono. Celui-ci devance de seulement 8 dixièmes de secondes un autre norvégien Bjarte Engen Vik. Todd Lodwick, âgé de 17 ans termine 13e.
La course par équipes est dominée par les Japonais qui l'emportent avec plus de quatre minutes et 30 secondes d'avance sur les Norvégiens. La Suisse est troisième à plus de 7 minutes des Japonais. L'équipe américaine composé de Todd Lodwick, de Ryan Heckman (en) et de John Jarrett (en) termine 7e.

## Podiums
| Épreuves           | Or                                            | Argent                                                         | Bronze                                                 |
| ------------------ | --------------------------------------------- | -------------------------------------------------------------- | ------------------------------------------------------ |
| Individuel H       | Fred Børre Lundberg                           | Takanori Kono                                                  | Bjarte Engen Vik                                       |
| 3 x 10 km relais H | Japon Masashi Abe Takanori Kono Kenji Ogiwara | Norvège Fred Børre Lundberg Knut Tore Apeland Bjarte Engen Vik | Suisse Andreas Schaad Jean-Yves Cuendet Hippolyt Kempf |

## Résultats

### Individuel
| Place | Nation  | Athlète             | Temps total |
| ----- | ------- | ------------------- | ----------- |
| 1er   | Norvège | Fred Børre Lundberg |             |
| 2e    | Japon   | Takanori Kono       |             |
| 3e    | Norvège | Bjarte Engen Vik    |             |
| 4e    | Japon   | Kenji Ogiwara       |             |
| 5e    | Estonie | Ago Markvardt       |             |
| 6e    | Suisse  | Hippolyt Kempf      |             |